# Strandbloemen
Strandbloemen zijn zelfgemaakte bloemen in crêpepapier die door kinderen "te koop" worden aangeboden op de stranden aan de Belgische Kust. Deze traditie  is ongeveer honderd jaar oud en bestaat alleen in België. Het is een vorm van ruilhandel: de bloemen worden geruild tegen schelpjes.

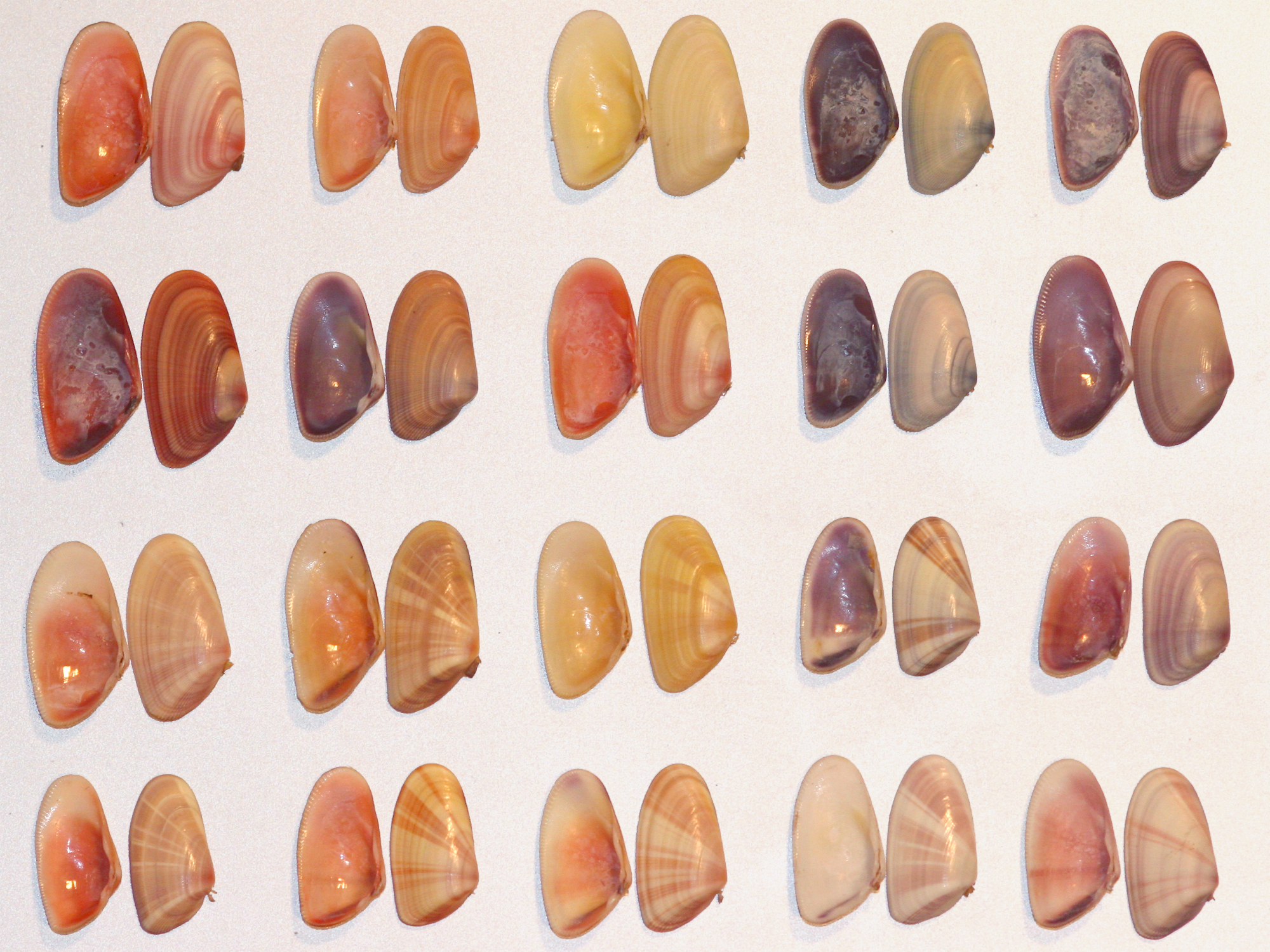
Zaagjes of "Couteautjes" die in heel wat kustgemeenten als betaalmiddel voor de strandbloemen vereist zijn.

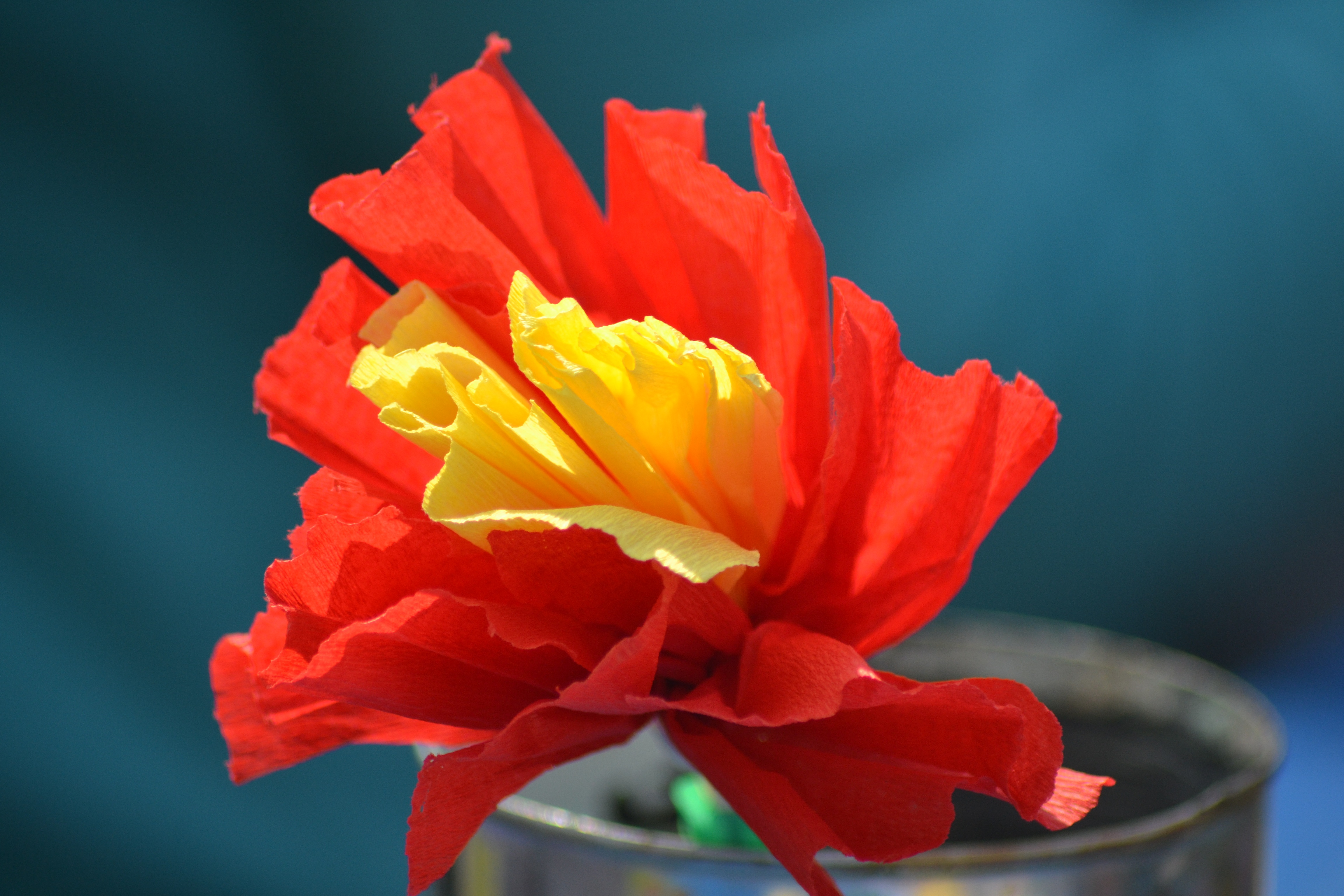
Bloem in crêpepapier

## Achtergrond
Wanneer en hoe de traditie van de strandbloemen precies ontstaan is, is nog niet bekend. Aan het einde van de jaren 1920, nog voor het kusttoerisme echt op gang kwam, bestond het zeker al. In 2016 werd door de Erfgoedcel Kusterfgoed het project "Strand in bloei" opgezet met als doel het verschijnsel van strandbloemen in de kijker te zetten, maar ook om de geschiedenis ervan in kaart te brengen. Strandbloemen vindt men over heel de Belgische kust, van De Panne tot Knokke. In de aanpalende kuststreken van Nederland en Frankrijk komt het fenomeen niet voor. Het project zorgde voor een heropleving van de traditie.  Erfgoedcel Kusterfgoed ijverde voor een erkenning als immaterieel (cultureel) erfgoed.  De erkenning was een feit in 2021.
In 2014 werd door Katrien Vermeire een kortfilm gemaakt over de traditie van de strandbloemen: "Der Kreislauf".

## De bloemen en de verkoop
De bloemen worden gemaakt van crêpepapier en zijn bevestigd op stokjes. Ze worden in een rij in het zand gestoken, soms op een kleine zelfgemaakte heuvel met daarachter een put waarin de kinderen gaan zitten. Zo wel jongens als meisjes houden winkeltjes open. Ze kopen dikwijls zelf bloemen en proberen die dan verder te verkopen, al dan niet met winst. Het maken van de bloemen gebeurt doorgaans door de ouders of grootouders. Recenter worden er cursussen voor georganiseerd en zijn er boeken of brochures over te verkrijgen.
De bloemen worden nooit voor geld verkocht, maar steeds voor schelpen. De vereiste soort en hoeveelheid schelpen kan variëren tussen de kustgemeenten. Aan de Oostkust en Westkust wordt vooral betaald met "couteautjes". Deze naam is afgeleid van het Franse "couteaux". De schelpen die bedoeld worden, zijn de zaagjes of Donax vittatus en varianten van deze soort. Deze zijn vereist omdat ze minder vaak gevonden worden dan andere schelpen en dus meer waard zijn. Aan de Oostkust betaalt men er 5 tot 15 per bloem, aan de Westkust, waar ze minder zeldzaam zijn, kan dat oplopen tot 50 à 100.
Aan de Middenkust is het op enkele plaatsen de gewoonte niet te betalen met couteautjes, maar met "handjes": kinderen betalen met een of meer dubbele handen vol schelpen. De schelpen zijn gemengd, maar er mogen geen mosselschelpen, oesters of zwaardschedes tussen zitten omdat deze de kinderhanden te snel vullen. In de jaren 1960-1970 moest op sommige plaatsen met wenteltrapjes betaald worden, maar omdat deze te zeldzaam werden, is men overgeschakeld op andere schelpen, meestal couteautjes. In Bredene kan men een wenteltrapje nog ruilen voor ongeveer 50 couteautjes.